# USS Bremerton (SSN-698)
Za druga plovila z istim imenom glejte USS Bremerton.
USS Bremerton (SSN-698) je jedrska jurišna podmornica razreda los angeles.